# 제로 에너지 빌딩
제로 에너지 빌딩(zero-energy building) 또는 에너지 제로 하우스는 고성능 단열재와 고기밀성 창호 등을 채택, 에너지 손실을 최소화하는 ‘패시브(Passive)기술’과 고효율기기와 신재생에너지를 적용한 ‘액티브(Active)기술’ 등으로 건물의 에너지 성능을 높여 사용자가 외부로부터 추가적인 에너지 공급 없이 생활을 영위할 수 있도록 건축한 빌딩을 이야기한다. 소비성 에너지나 오염 물질이 나오지 않고 태양열 에너지나 풍력 에너지, 지열 에너지 등을 사용한 집을 예로 들 수 있으며, 채광, 환기, 단열이 잘 되어 있는 집을 말하기도 함.
정부가 2015년 11월 23일 발표한‘2030년 에너지 신산업 확산전략'에 따르면 2025년부터는 국내 신축되는 건물이 모두 ‘제로(0)에너지 빌딩’으로 건축되어야 한다.

## 조건[1]

### 고효율 저에너지 소비의 실현
단열, 자연 채광, 바닥 난방, 고효율 전자기기 사용 등을 통해 일상생활에 필요한 난방, 조명 등의 에너지 소비를 최소화하는 것이 가장 기본적인 조건이다.

### 건물의 자체적인 에너지 생산 설비
태양광, 풍력 등 자체적인 신재생에너지 생산 설비를 갖추고 생활에 필요한 에너지를 자체적으로 생산하는 것이 필요하다. 에너지 절감이 제로 에너지 빌딩의 실현을 위한 필요조건이라면 신재생에너지에 의한 에너지 생산은 충분조건이라 할 것이다.

### 전력망과의 연계
제로 에너지 빌딩이라면 자체 에너지 설비를 갖추기 때문에 전력망과의 연계는 필요하지 않다고 생각할 수 있다. 그러나 태양광, 풍력 등 신재생에너지는 계절이나 시간, 바람 등 외부 환경에 의해 에너지를 생산할 수 있는 양에 큰 편차가 존재한다. 바람이 잘 불거나 햇빛이 강할 때는 필요 이상의 에너지를 제공하다가 막상 바람이 멈추거나 밤이 되면 에너지를 생산할 수 없게 된다. 따라서 기존 전력망과의 연계를 통해 에너지를 주고받는 과정이 필요하다.
즉, 자체적으로 생산되는 양이 충분할 때는 이를 외부에 공급하고, 부족한 시기에는 외부로부터 에너지를 받으면서 연간 기준으로 제로(Net Zero)를 달성하는 과정이 필요하다. 물론 자체 생산되는 에너지를 저장해서 사용하는 것도 가능하며, 이 경우 전력망과의 연계는 필요 없을 수 있다. 그러나 현재의 에너지 저장 기술을 고려하면 전력망을 통해 에너지를 주고받는 것에 비해 원가가 더 높기 때문에 전력망과의 연계를 우선적으로 고려하게 된다.

## 제로에너지건축물 인증제도
건축물에 필요한 에너지 부하를 최소화하고 신·재생에너지를 활용하여 에너지 소요량을 최소화하는 녹색건축물 대상으로 에너지 자립률에 따라 1~5등급까지 제로에너지건축물 인증 부여하는 제도다. 한국에너지공단에서 운영하고 있다.

## 국내 사례
- 서울에너지드림센터 (Seoul Energy Dream Center) 2012년 건립된 서울에너지드림센터(Seoul Energy Dream Center)는 서울특별시 마포구 상암동에 위치한 대한민국 최초의 제로에너지 공공 건축물로, 에너지 절감과 재생 가능 에너지 사용을 통해 에너지 자급자족을 실현한 건물이다[4]. 이 센터는 서울시의 친환경 정책과 지속 가능한 도시 발전을 상징하며, 시민들에게 에너지 절약과 신재생에너지에 대한 교육을 제공하는 중요한 역할을 하고 있다. 에너지 자립 건물답게 매년 태양광과 지열을 통한 에너지를 생산해 남는 에너지는 한국전력에 판매하고 있다. 2014년 12월까지 태양광 발전으로 95만,831kWh의 전력을 생산했고 사용하고 남는 전기를 판매해 7,255만9,587원의 수익을 거두었다.[5]
- 에너지엑스 DY빌딩(EnergyX DY-Building) 2023년 8월 준공된 DY빌딩은 경기 고양시 향동동에 위치한 건물로 상업용 빌딩으로는 처음으로 제로에너지빌딩 최고등급(1등급)을 받았다.[6] 에너지 자립률 121.7%를 달성, 건물 내 에너지 소비량보다 에너지 생산량이 더 많다.[7]Energy X DY-Building

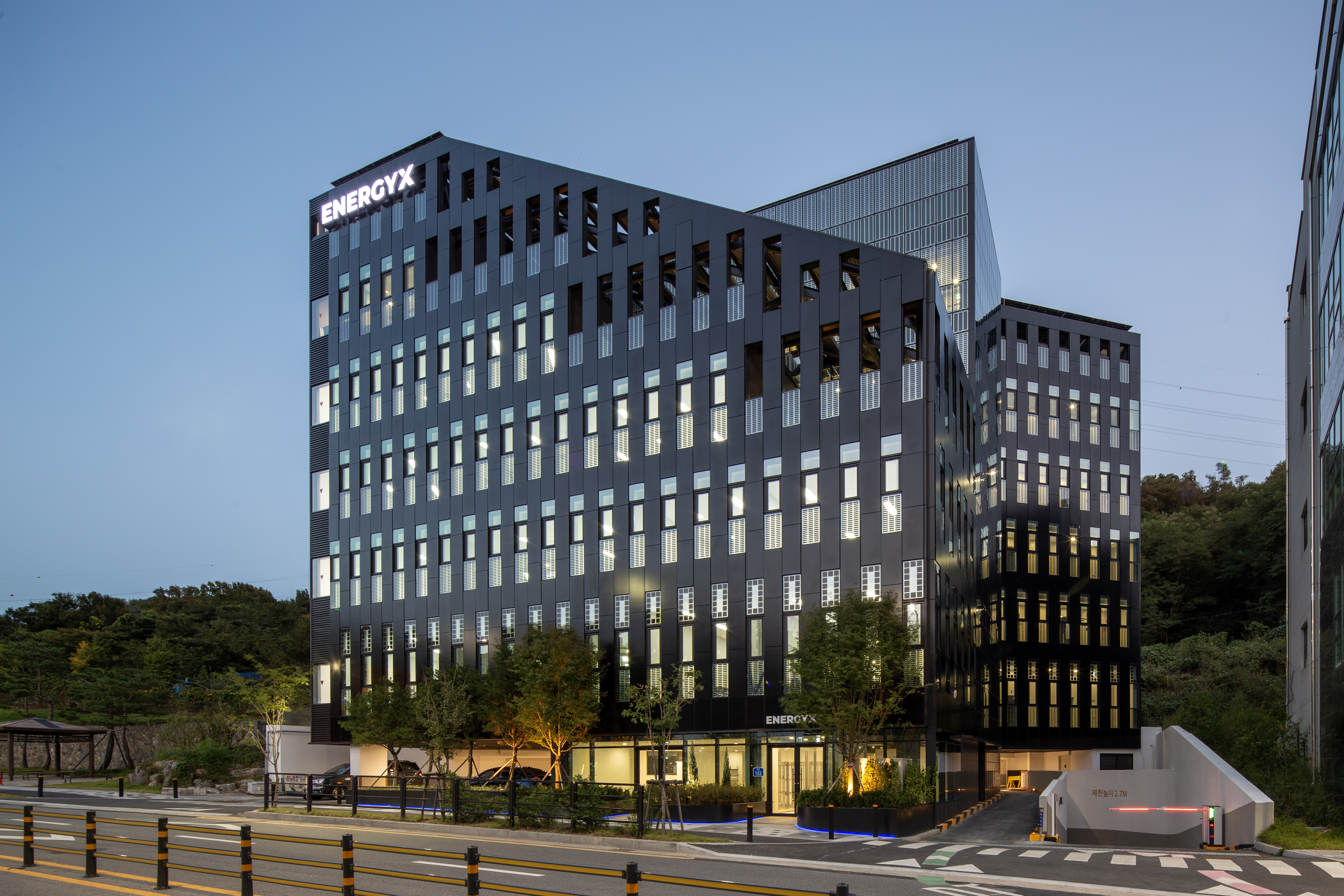
Energy X DY-Building

- 아산시 중앙도서관 2018년 1월 개관한 아산중앙도서관은 전국 도서관 최초로 제로에너지 건축물 본인증(ZEB5)을 취득했다.[8] 지하 1층~지상 5층, 연면적 9037㎡ 규모로, 높은 기밀·단열조치와 고효율 설비가 적용돼 에너지성능지표(EPI) 98.6점을 받았다.  삼중 복층유리 창호와 외단열 공법, 열교환 환기시스템, 지열 냉·난방시스템 등이 적용되었으며 외부에 설치된 전동차양이 햇빛의 양을 조절한다. 이는 여름철 태양열 투과를 방지해 냉방에너지의 효율을 키운다. 이런 방식으로 일반 도서관보다 연간 약 45% 에너지를 적게 쓴다. 월별 에너지 지출금액은 1㎡당 900원으로, 유사 공공건축물의 1300~1500원보다 훨씬 낮은 수준이다.[9]

## 같이 보기
- 생태도시
- 환경 디자인
- 환경경제학
- 그린 빌딩
- 전 과정 평가
- 패시브 하우스
- 석유 생산 정점